# Tricimba antennata
Tricimba antennata är en tvåvingeart som beskrevs av Ismay 1993. Tricimba antennata ingår i släktet Tricimba och familjen fritflugor. Inga underarter finns listade i Catalogue of Life.